# إينا زايدل
إينا زايدل Ina Seidel (ولدت في 15 سبتمبر 1885 في هاله – وتوفيت في 2 أكتوبر 1974 في إيبنهاوزن قرب ميونخ) هي شاعرة وروائية ألمانية.

## حياتها
انتقل والداها بين نصف عام من ولادتها إلى براونشفايج. وهناك قضت سنوات طفولتها. وكان والدها طبيبا يدير المستشفى الدوقي das Herzogliche Krankenhaus، وانتحر بسبب المؤامرات من زملائه. وانتقلت الأم مع أطفالها إلى ماربورغ ثم إلى ميونخ. تزوجت إينا زايدل في عام 1907 ابن عمها الكاتب هاينريش فولفجانج زايدل (1876–1945). في عام 1919 ولد ابنها جورج زايدل والذي عمل مراسلا وناقدا وكاتب مقالات تحت أسماء مستعارة هي كريستيان فيربر وسيمون جلاس.
نشرت في عام 1930 أهم أعمالها وهي رواية الطفل المرجو Das Wunschkind، والتي بدأت كتابتها في عام 1914.
عينت في عام 1932 مع جوتفريد بن في الأكاديمية البروسية للفنون وكانت المرأة الثانية التي تعين فيها بعد ريكاردا هوخ. وقد انتقد هذا الاختيار في زمن جمهورية فايمار الكاتب اليساري التوجه بوريس فون مونشهاوزن، لكن رغم ذلك كانت قريبة منه شخصيا وسياسيا. وما لبثت أن اعتنقت مثله الأيديولوجية النازية. وعبرت عن عبادة الزعيم أدولف هتلر في قصيدتها Lichtdom التي تصل لذروتها في هذين السطرين: 

## جوائز حصلت عليها
- ميدالية جوته للفن والعلم 1932
- جائزة فرانتس جريلبارتسر من مدينة فيينا 1941
- جائزة فيلهلم رابه من مدينة براونشفايج 1949
- صليب الاستحقاق الاتحادي 1954
- الجائزة الفن الكبرى من ولاية نوردراين فيستفالن 1958
- المواطنة الفخرية من مدينة شتارنبيرج 1970
- عضوية الأكاديمية البروسية للفنون 1932
- عضوية الأكاديمية البافارية للفنون الجميلة 1948
- عضوية أكاديمية الفنون في برلين الغربية 1955

## عائلتها
فيلي زايدل Willy Seidel
أخوها كان كاتبا،
وأختها أنه ماري زايدل Annemarie Seidel كانت ممثلة،
وأبو زوجها هاينريش زايدل Heinrich Seidel كان مهندسا وكاتبا.

## من أعمالها

### شعر
- قصائد 1914
- عائلة موتس (أشعار لرسوم لأويجن أوسفالد) 1914
- بجانب الطبول 1915
- الإكليل الكامل 1929
- مقابلة عزاء 1932

### نثر قصصي
- الجسر وقصص أخرى 1930
- الطفل المرجو (رواية 1930)
- السر 1931
- طريق بلا إرادة 1933
- الحديقة الضائعة 1955
- ثلاث مدن في شبابي 1960
- لن أنساك يا برلين 1962

## روابط خارجية
- إينا زايدل على موقع مونزينجر (الألمانية)
- إينا زايدل على موقع ميوزك برينز (الإنجليزية)
- إينا زايدل على موقع ديسكوغز (الإنجليزية)